# ماتياس أوليفيرا
ماتياس أوليفيرا ميرامونتس (من مواليد 31 أكتوبر 1997) هو لاعب كرة قدم أوروغوايني يلعب ظهيرًا أيسرًا لنادي خيتافي.

## مسيرته الكروية

### الأوروغواي
ولد ماتياس أوليفيرا في مونتيفيديو، وهو خريج ناسيونال مونتيفيديو في فئة الشباب. بعد انتهاء فترة إعداده في فئة الشباب، ظهر في أول مباراة احترافية له في 13 فبراير 2016، وقد حصل فيها على بطاقة صفراء، وانتهت المباراة بفوز نادي ناسيونال بنتيجة 3–0 على نادي ريفر بليت.
ظهر أوليفرا في المباراة الثانية والآخيرة له مع نادي ناسيونال مونتيفيديو في 29 فبراير 2016، وقد خسروا بنتيجة 0–2 لصالح بلازا كولونيا [الإنجليزية]. اشتراه نادي أتيناس دي سان كارولس الذي يلعب في الدوري الأوروغواياني الدرجة الثانية في ديسمبر 2016 بصفقة مع وكيله دانييل فونسيكا.
اجتاز أوليفيرا الفحص الطبي لنادي غلطة سراي، في يوليو 2017، لكنه في النهاية لم يوقع عقدًا وعاد بعد ذلك إلى الأوروغواي.

### خيتافي
وقع أوليفيرا عقدًا مدته ست سنوات مع نادي خيتافي الذي يلعب في الدوري الإسباني في 14 أغسطس 2017. سجل هدفه الاحترافي الأول في 21 أبريل 2018 على نادي إيبار، وانتهت المباراة بفوزهم بنتيجة 1-0.

#### البسيط (إعارة)
في 4 يوليو 2018 أعلن خيتافي عن إعارته إلى نادي البسيط الذي يلعب في الدوري الإسباني الدرجة الثانية لمدة موسم واحد، وقد لعب 15 مباراة وسجل هدفًا واحدًا فقط قبل أن يُنهي خيتافي إعارته في 25 يناير 2019.

## مسيرته الدولية
أوليفيرا هو لاعب سابق في صفوف منتخب الأوروغواي لكرة القدم للشباب، وقد كان جزءًا من منتخب الأوروغواي تحت 20 سنة لكرة القدم الذي فاز ببطولة كوبا أمريكا تحت 20 سنة 2017 والمركز الرابع في كأس العالم تحت 20 سنة لكرة القدم 2017.

## إحصائيات

### الأندية
آخر تحديث 9 مايو 2021.
| النادي               | الموسم   | الدوري                              | الدوري    | الدوري  | الكأس     | الكأس   | مسابقات قارية | مسابقات قارية | المجموع   | المجموع |
| النادي               | الموسم   | الدرجة                              | المباريات | الأهداف | المباريات | الأهداف | المباريات     | الأهداف       | المباريات | الأهداف |
| -------------------- | -------- | ----------------------------------- | --------- | ------- | --------- | ------- | ------------- | ------------- | --------- | ------- |
| ناسيونال مونتيفيديو  | 2015–16  | الدوري الأوروغواياني الممتاز        | 2         | 0       | —         | —       | 0             | 0             | 2         | 0       |
| ناسيونال مونتيفيديو  | 2016     | الدوري الأوروغواياني الممتاز        | 0         | 0       | —         | —       | —             | —             | 0         | 0       |
| ناسيونال مونتيفيديو  | المجموع  | المجموع                             | 2         | 0       | 0         | 0       | 0             | 0             | 2         | 0       |
| أتيناس دي سان كارولس | 2017     | الدوري الأوروغواياني الدرجة الثانية | 0         | 0       | —         | —       | —             | —             | 0         | 0       |
| نادي خيتافي          | 2017–18  | الدوري الإسباني                     | 3         | 1       | 1         | 0       | —             | —             | 4         | 1       |
| نادي خيتافي          | 2018–19  | الدوري الإسباني                     | 14        | 0       | 0         | 0       | —             | —             | 14        | 0       |
| نادي خيتافي          | 2019–20  | الدوري الإسباني                     | 24        | 0       | 0         | 0       | 5             | 0             | 29        | 0       |
| نادي خيتافي          | 2020–21  | الدوري الإسباني                     | 29        | 0       | 1         | 0       | —             | —             | 30        | 0       |
| نادي خيتافي          | المجموع  | المجموع                             | 70        | 1       | 2         | 0       | 5             | 0             | 77        | 1       |
| نادي البسيط (إعارة)  | 2018–19  | الدوري الإسباني الدرجة الثانية      | 15        | 1       | 0         | 0       | —             | —             | 15        | 1       |
| الإجمالي             | الإجمالي | الإجمالي                            | 87        | 2       | 2         | 0       | 5             | 0             | 94        | 2       |

1. ↑  عدد مرات الظهور في الدوري الأوروبي.

## روابط خارجية
- ماتياس اوليفيرا على موقع الاتحاد الدولي (مؤرشف)  (الإنجليزية)
- ماتياس اوليفيرا على موقع الاتحاد الأوربي (الإنجليزية)
- ماتياس اوليفيرا على موقع إي إس بي إن إف سي (الإنجليزية)
- ماتياس اوليفيرا على موقع قاعدة بيانات كرة القدم.إي يو (الإنجليزية)
- ماتياس اوليفيرا على موقع ناشيونال فوتبول تيمز (الإنجليزية)
- ماتياس اوليفيرا على موقع Soccerbase.com (لاعب) (الإنجليزية)
- ماتياس اوليفيرا على موقع Soccerway.com (الإنجليزية)
- ماتياس اوليفيرا على موقع عالم كرة القدم.نت (الإنجليزية)
- ماتياس اوليفيرا على موقع AS.com (الإسبانية)